# John Sevier
John Sevier, ameriški politik, * 23. september 1745, okrožje Rockingham, Virginija, † 25. september 1815.
Sevier je bil edini guverner Države Franklin (1785–1789), guverner Tennesseja (1796–1801 in 1803–1809) in kongresnik ZDA iz Tennesseeja (1811-1815).